# 玻璃屋 (美国)
玻璃屋（Glass House），或称强生屋（Johnson house），是位于美国康涅狄格州新迦南的一座名人故居，原为菲利普·强生给自己设计的家。它始建于1948年，次年完工，灵感来自范斯沃斯宅。1960年强生每周末在这里居住。1997年成为美国国家历史地标。

## 外部连接
- 官方网站 （页面存档备份，存于）
- Splendor in the Glass, TIME Magazine （页面存档备份，存于）